# Bacillus mycoides
Bacillus mycoides ist ein Bakterium der Bacillus cereus Gruppe. Es differenziert sich von Bacillus cereus und Bacillus thuringiensis durch das rhizoide Kolonienwachstum auf Nährmedien und das Fehlen von Motilität. Als weitere Differenzierungsmöglichkeiten werden Profile von Fettsäuren und das Fehlen der Acetanilidsynthese, die für B. thuringiensis charakteristisch ist, herangezogen. Es existieren auch Varianten, die kein rhizoides Wachstum zeigen und dennoch eindeutig B. mycoides zuzuordnen sind.

## Pathogenität
Im Getüpfelten Gabelwels (Ictalurus punctatus) kann B. mycoides als Erreger von Läsionen und Muskelnekrosen auftreten. B. mycoides wird n die Biologische Risikogruppe 2 eingestuft.

## Anwendung
Das Bacillus mycoides Isolat BmJ wird als Pflanzenschutzmittel-Wirkstoff in Betracht gezogen. Beim Anbau von Gurken kann es den Schädling Colletotrichum orbiculare hemmen und so Ernteausfälle reduzieren.